# Siddhasana
Siddhasana (sánscrito: सिद्धासन, AITS: Siddhāsana) o postura perfecta se refiere a una asana tradicional del hatha yoga y también utilizada en el yoga moderno como postura de meditación. La posición se realiza cruzando las piernas, poniendo las rodillas en el suelo, los pies cerca del perineo, la espalda y los hombros rectos, y las manos sobre las rodillas.

## Etimología
La palabra en sánscrito Siddhasana significa 'postura perfecta':
- Siddha (en sánscrito: सिद्ध, AITS: siddhā), que significa 'perfección'[2]
- Asana (en sánscrito: आसन, AITS: āsana), que significa 'postura'[3]

## Variantes

### Muktasana
Se diferencia de Siddhasana en que los pies permanecen libres. La palabra en sánscrito mukta significa 'relajado, abierto, suelto'.

Comparativo entre Siddhasana y Muktasana
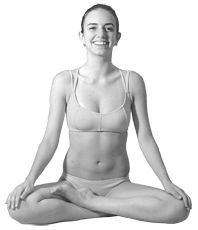
En Siddhasana, un pie se coloca sobre el tobillo opuesto.
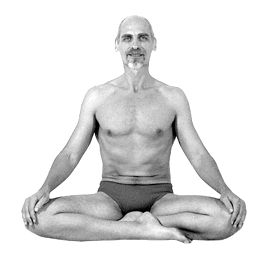
En Muktasana los pies permanecen libres.